# Неофит (Конгай)
Епи́скоп Неофи́т (греч. Επίσκοπος Νεόφυτος, в миру Давид Киплагат Конга́й, англ. David Kiplagat Kongai; 1970, деревня Kesengei, округ Нанди, Кения) — архиерей Александрийской православной церкви, епископ Эльдоретский (с 2022).

## Биография
В 1996 году поступил в Патриаршую богословскую школу имени архиепископа Макария III в Найроби, которую окончил в 1999 году.
13 сентября 1998 года митрополитом Кенийским Серафимом (Киккотисом) был рукоположён в сан диакона, а 27 сентября того же года — в сан священника.
Служил в приходах в Найроби и в Патриаршей Академии в качестве заместителя директора.
Обучался Богословской школе Святого Креста в Бруклайне по линии Православного миссионерского центра. В 2005 году ему присуждён титул аспиранта в области богословия от колледжа святого Креста в Бостоне.
27 февраля 2005 года был возведён в сан архимандрита митрополитом Кенийским Макарием (Тиллиридисом).
В 2007 году был пострижен в монашество в Свято-Преображенском монастыре в Верие (Греция).
В 2014 году был кандидатом на докторскую степень в области пастырского богословия со стипендией от Университета Аристотеля в Салониках.
26 ноября 2014 года по предложению Патриарха Феодора II решением Священного Синода Александрийского патриархата избран титулярным епископом Нитрийским.
21 декабря того же года в Кафедральном соборе святого Саввы хиротонисан во епископа Нитрийского, викария Кенийской митрополии. Хиротонию совершили: Патриарх Александриский Феодор II, митрополит Кенийский Макарий (Тиллиридис), митрополит Леонтопольский Гавриил (Рафтопулос) и епископ Навкратидский Мелетий (Куманис).
24 ноября 2015 года решением Священного Синода Александрийского патриархата был избран правящим епископом новооснованной Ньерийской епархии.
13 мая 2016 года Папа и Патриарх Александрийский и всея Африки Феодор II в церкви Святого Иоанна Богослова в Ньери совершил чин интронизации епископа Ньерийского и Кенийских Гор Неофита. Патриарх Феодор возглавил в храме св. Иоанна Богослова утреню и Божественную Литургию. Ему сослужили митрополиты Найробский Макарий (Тиллиридис) и Замбийский Иоанн (Цафтаридис), а также епископы Бурундийский и Руандский Иннокентий (Бьякатонда) и Кисумский Афанасий (Акунда). В богослужении также участвовали более 100 священников и множество мирян из разных приходов, прибывших, чтобы стать свидетелями исторической интронизации первого местного епископа, который, к тому же, является уроженцем этих мест.
24 ноября 2022 года решением Священного синода Александрийского патриархата был назначен епископом Эльдоретским.